# 嘉芙蓮·密道頓的婚紗
英国设计师莎拉·伯顿是奢侈时装品牌亚历山大·麦昆的创意总监，劍橋公爵夫人凱薩琳在2011年4月29日威廉王子与凯特·米德尔顿的婚礼上所穿的新娘服（婚紗）就是由其設計。
婚紗和它的設計師直到劍橋公爵夫人凱薩琳从她的车上下来並进入西敏寺时才被外界得知。婚紗的设计和象征意义吸引了不少媒体的注意和評論。隨後市場上開始生產和銷售該婚紗的仿製品，劍橋公爵夫人凱薩琳所穿的婚紗曾在2011年7月23日至2011年10月3日白金汉宫的年度夏季展览期间展出。